# Il mio nome è mai più
Il mio nome è mai più è un singolo realizzato per beneficenza dai cantautori italiani Ligabue, Jovanotti e Piero Pelù pubblicato il 17 giugno 1999.

## Descrizione
Mentre Jovanotti e Ligabue hanno registrato la loro parte vocale come un vero duetto allo Zoo studio di Correggio, la voce di Piero Pelù è stata registrata successivamente a Firenze e poi sovrapposta. Molti famosi duetti sono stati registrati con questa tecnica, come ad esempio quello tra Bono e Frank Sinatra per la canzone I've Got You Under My Skin. I tre artisti hanno però eseguito il brano dal vivo, questa volta tutti insieme, sia al concerto di Ligabue all'Arena di Verona nel 1999 e contenuto nel DVD dell'omonimo concerto e sia nel corso del live 8 a Roma il 2 luglio 2005 con Ligabue alla chitarra acustica.
All'interno della confezione è presente una mappa con le 51 guerre in corso nel 1999 e le numerose zone a rischio bellico: i proventi commerciali del disco sono devoluti a Emergency e destinati in particolare ai progetti umanitari in Afghanistan, Cambogia, nei paesi della ex Jugoslavia e in Sierra Leone.
Sul retro del singolo è pubblicata questa frase:
(Liga-Jova-Pelù)
Dal punto di vista commerciale il singolo si rivela un successo e risulta essere il singolo più venduto in Italia nel 1999. La canzone è stata poi inserita da Pelù nell'album raccolta Presente del 2005 e in una nuova versione nell'album Fenomeni del 2008.
I tre artisti hanno replicato l'esecuzione del brano dal vivo in occasione dell'evento Italia Loves Emilia, nel settembre 2012, con la partecipazione di Fiorella Mannoia e Claudio Baglioni.
Il 6 settembre 2024, in occasione del 25º anniversario del singolo è stata resa pubblica una riedizione del singolo in streaming, CD e dischi in vinile.

## Tracce
1. Il mio nome è mai più – 4:31
2. Il mio nome è mai più (strumentale) – 4:31

## Formazione
- LigaJovaPelù (Luciano Ligabue, Jovanotti, Piero Pelù) – voce
- Fabrizio Simoncioni – tastiere, programmazione
- Michele Centonze – chitarra, programmazione
- Mel Previte, Federico Poggipollini, Fabrizio Barbacci – chitarra
- Saturnino – basso
- Pier Foschi – batteria

## Classifiche
| Classifica (1999) | Posizione massima |
| ----------------- | ----------------- |
| Italia            | 1                 |

### Classifiche di fine anno
| Classifica (1999) | Posizione |
| ----------------- | --------- |
| Italia            | 1         |